# Feist–Bénary合成
Feist–Bénary合成（Feist–Bénary synthesis）
α-卤代酮与β-二羰基化合物在氨或吡啶催化下进行反应，生成取代呋喃。